# Albert Buysse
Pour les articles homonymes, voir Buysse.
Albert Buysse, né le 30 novembre 1911 à Eeklo (Belgique), mort le 13 octobre 1998 à Saint-Nicolas (Belgique), est un coureur cycliste belge. 
Il est le fils de Marcel Buysse, vainqueur du Tour des Flandres 1914, et le frère aîné de Norbert Buysse. Il également le neveu de Lucien Buysse, vainqueur du Tour de France 1926 et de Jules Buysse. 
Buysse fut professionnel de 1931 à 1944 et fit un bref retour en 1950. Spécialiste de la course sur piste et plus particulièrement des courses de six jours, il remporta le championnat national d'omnium en 1943.
Il participa à 36 courses de six jours et termina vainqueur de 9 d'entre elles, dont 6 avec son compatriote Albert Billiet.

## Palmarès
- 1933
  - Six Jours de Marseille (avec Albert Billiet)
  - Six Jours de Berlin (avec Roger De Neef)
  - Prix du Salon (avec Roger De Neef)
- 1936
  - Six Jours de Bruxelles (avec Albert Billiet)
  - Prix Hourlier-Comès (avec Jean Aerts)
- 1937
  - Six Jours de Londres (avec Piet van Kempen)
  - Six Jours de Rotterdam (avec Albert Billiet)
- 1938
  - Six Jours de Londres (avec Albert Billiet)
  - Six Jours d'Anvers (avec Albert Billiet)
- 1939
  - Six Jours d'Anvers (avec Albert Billiet)
  - Six Jours de Paris (avec Albert Billiet)
- 1941
  -  Champion de Belgique d'omnium